# Дршковце
Дршковце (слч. Držkovce) насељено је мјесто са административним статусом сеоске општине (слч. obec) у округу Ревуца, у Банскобистричком крају, Словачка Република.

## Становништво
| Година:    | 1994. | 2004.    | 2014.    | 2024.   |
| ---------- | ----- | -------- | -------- | ------- |
| Број људи: | 462   | 511      | 572      | 569     |
| Разлика:   |       | +10,60 % | +11,93 % | -0,52 % |

| Година:    | 2023. | 2024.   |
| ---------- | ----- | ------- |
| Број људи: | 564   | 569     |
| Разлика:   |       | +0,88 % |

Према подацима о броју становника из 2011. године насеље је имало 552 становника.